# Humber

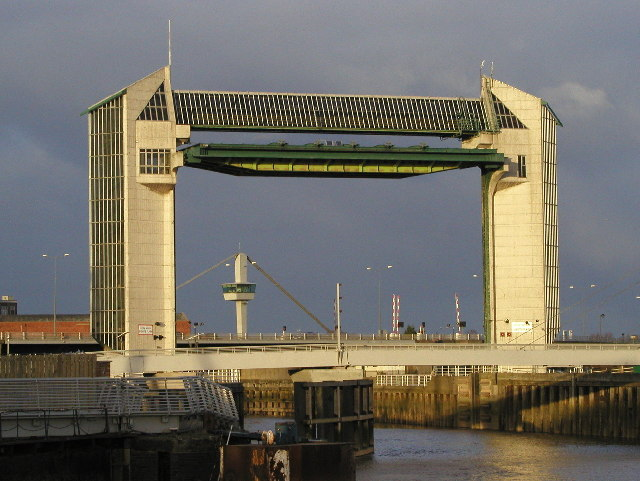
Riu Hull

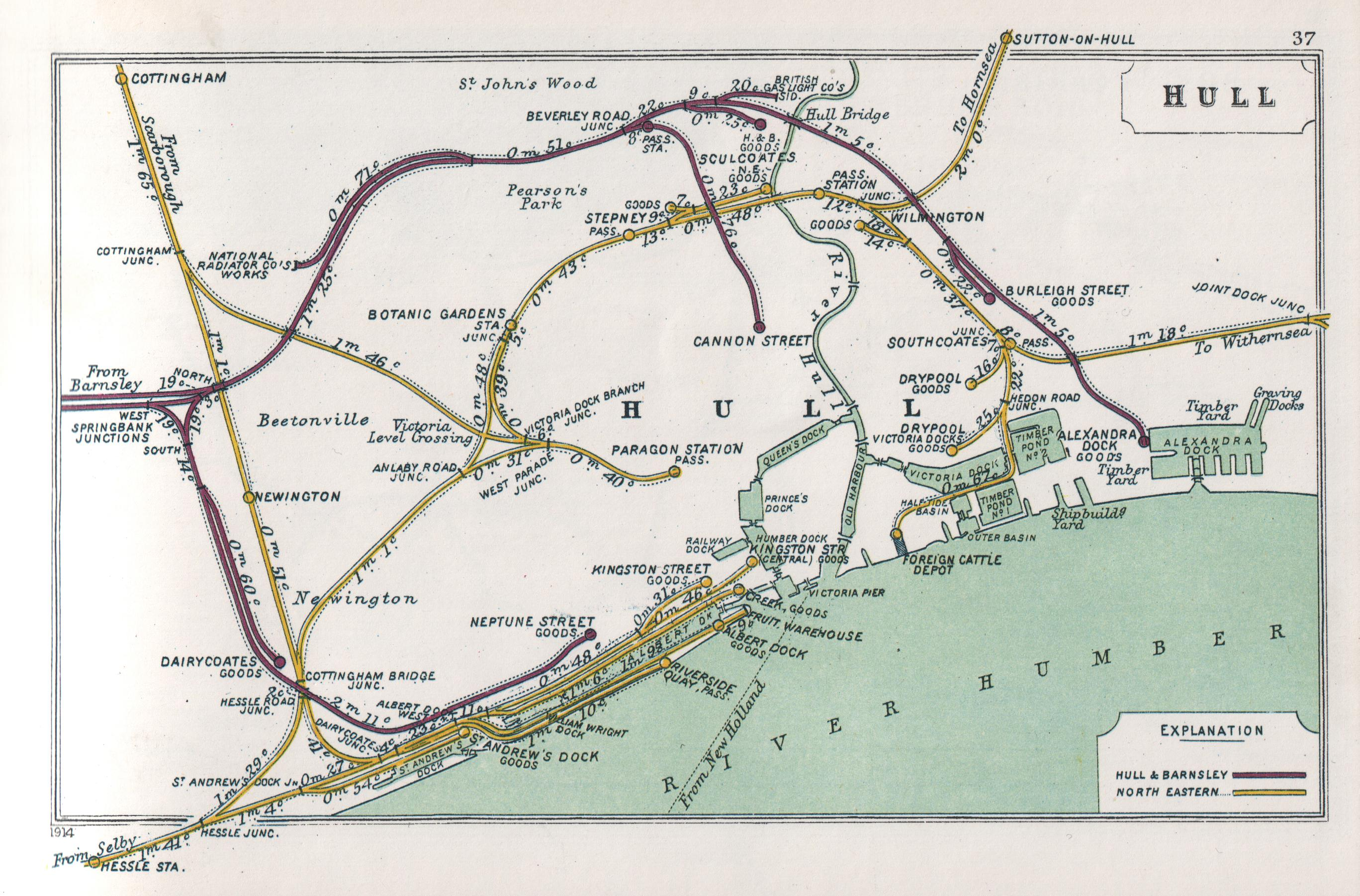
Mapa de ferrocarril amb la ruta del ferri

L'Humber és un gran estuari situat a la costa est del nord d'Anglaterra. Es forma des de Trent Falls i Faxfleet, a 62 km de la mar del Nord, per la confluència dels rius Ouse i Trent que desemboquen conjuntament en una zona sotmesa a l'acció de les marees. Encara que l'Humber és un estuari en molts mapes figura com amb el nom de Riu Humber.

## Història
Actualment l'Humber és un estuari però en l'edat del gel, quan el nivell de les aigües era més baix, era un curs d'aigua dolça.
En el període anglosaxó el Humber era una frontera que separava Northumbria dels regnes del sud. El nom de Northumbria prové de l'idioma anglosaxó Norðhymbre (plural) = "la gent al nord de l'Humber". Actualment l'Humber fa la frontera entre els comtats d'East Riding de Yorkshire, al nord, i Lincolnshire al sud.
L'Humber va ser conegut antigament amb el nom d'Abus.

### Afluents navegables i connexions
- Riu Hull
- Riu Trent
- riu Ouse
- Navegació Aire i Calder